# 小行星2184
小行星2184（2184 Fujian），又称为福建星，是由紫金山天文台在1964年10月9日发现的主带小行星。
該小行星以中国的省份福建省命名。